# Korsi

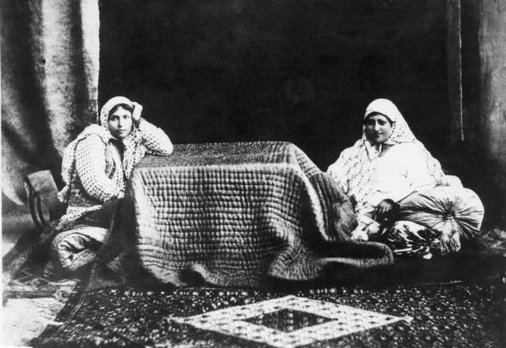
Früherer und

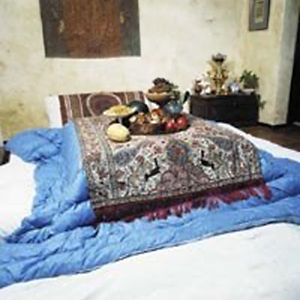
Heutiger Heiztisch

Ein Korsi (persisch کرسی) oder Sandali (persisch صندلى), eigentlich Chauki (persisch چوکى) ‚Couch‘, ‚Sessel‘ oder ‚Stuhl‘, ist ein viereckiger, niedriger Tisch im iranischen Kulturkreis, der mit einer großen Decke – oder je nach Größe des Tisches mehreren Decken – belegt wird. Unter dem Tisch befindet sich traditionell ein Becken mit glühenden Kohlen. Um ihre Wärme langsamer abzugeben, sind sie unter einer dicken Aschenschicht verborgen. In der modernen Variante ist es ein elektrischer Wärmespender ähnlich wie beim japanischen Kotatsu. Die Glut spendet Wärme bis zum nächsten Tag. Die übrig gebliebene Glut wird für das Anzünden der neuen Holzkohle verwendet.
Am Sandali, wie der Heiztisch überwiegend in Afghanistan oder Korsi, wie er meist im Iran genannt wird, wärmen sich die Familienmitglieder in den Wintertagen, indem sie auf Matratzen sitzen, liegen und auch schlafen. Der Korsi steht in einem Gemeinschaftsraum, in dem sich die Familie während der Winterzeit unterhält, Gedichte (von Hafis) vorträgt und anderweitig die Zeit verbringt.
Es ist ein traditionelles Haushaltsmöbelstück im Winter. Personen setzen sich auf den Boden, um das Korsi zum Essen oder zu besonderen Anlässen zu benutzen, beispielsweise zum Yalda-Fest.
Mit den Vorbereitungen zum Nouruzfest (Hausputz) endet auch die Korsi-Zeit.